# Metuljček (nož)
Nož metuljček je nož, ki ima rezilo spravljeno med dvema »členka« - dela ročaja. Lahko se odpre z eno roko. V Nemčiji in nekaterih drugih državah je prepovedan. Originalno se imenuje balisong, izvira pa s Filipinov.